# Hohenheimer Ackergerätefabrik
Die Hohenheimer Ackergerätefabrik war eine Manufaktur, in der Geräte und Maschinen für die Feld- und Hofwirtschaft gebaut wurden. Sie existierte von 1819 bis 1904 und war der 1818 gegründeten landwirtschaftlichen Unterrichts-, Versuchs- und Musteranstalt Hohenheim unterstellt. Das Gebäude befand sich auf dem Areal des Hohenheimer Schlosses.

## Beschreibung
Die Hohenheimer Ackergerätefabrik hatte als „Anstalt des Guten“ eine gemeinnützige Zielsetzung. Es war ihre Aufgabe, die Landwirtschaft im Königreich Württemberg, aber auch darüber hinaus, mit kostengünstiger, fortschrittlicher und erprobter Landtechnik zu versorgen. Zumindest in der Anfangsphase verfolgte die Fabrik keine kommerziellen Interessen und war eher von sittlich-religiösen Überzeugungen geprägt. Ein wesentlicher Grundsatz der Ackergerätefabrik war:  „Kein Werkzeug wird abgeliefert, das nicht durch eine vorläufige (Anm.: vorhergehende) genaue Prüfung den Beweis seiner Güte und Brauchbarkeit ausgehalten hat.“ Die Prüfung der Geräte und Maschinen erfolgte im Praxisbetrieb der Hohenheimer Gutswirtschaft. Die somit gewonnenen Erkenntnisse bildeten die Grundlage für entsprechende Verbesserung der Erzeugnisse. Im Kontext der Entwicklung der Landmaschinen war dieser Ansatz ein Novum und sorgte für einen deutlichen Entwicklungsschub im Geräte- und Maschinenwesen des damaligen Agrarsektors.
Die Verwaltung und der Betrieb der Ackergerätefabrik oblag bis 1831 der Hohenheimer Anstalt. Danach wurde die Fabrik unter wechselnder Leitung als Pachtbetrieb geführt. Die Aufsicht indes oblag weiterhin der Hohenheimer Anstalt. Wirtschaftliche, technische, rechtlich-administrative und personelle Gründe führten zu ihrer Schließung am 1. Oktober 1904. Innerhalb der Grenzen des Deutschen Bundes galt die Hohenheimer Ackergerätefabrik als erste Manufaktur, in der Agrargeräte und Landmaschinen fabrikmäßig  hergestellt wurden. Insbesondere durch die Einführung fortschrittlicher Pflüge machte sich die Ackergerätefabrik weit über Württemberg hinaus einen guten Namen.